# Вікно Джогарі

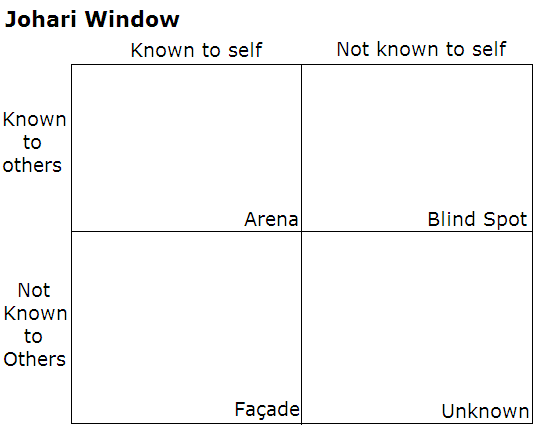
Вікно Джогарі

Вікно Джогарі — це техніка, яка дозволяє людям краще зрозуміти свої стосунки з собою та іншими. Вона була створена психологами Джозефом Луфтом (1916—2014) і Гаррінґтоном Інґамом (1916—1995) у 1955 році та використовується переважно в групах самодопомоги та корпоративних тренінгах як евристична вправа. Назва «Джогарі» складається з перших літер імен Луфта та Інґама.

## Опис
Формується список властивостей. Один з учасників вправи вибирає з нього те, що, на його думку, описує його особистість. Інші учасники після того вибирають таку саму кількість властивостей — тих, які описують суб'єкта на їхню думку. Потім ці властивості розкладають у сітці з чотирьох клітинок.
Чарльз Генді називає цю концепцію Будинок Джогарі з чотирма кімнатами. Кімната перша — це частина нас самих, яку бачимо ми та інші. Друга кімната містить аспекти, які бачать інші, але ми про них не знаємо. Третя кімната — це приватний простір, який ми знаємо, але ховаємо від інших. Четверта кімната — це несвідома частина нас, яку не бачимо ані ми, ані інші.

## Чотири квадранти
Арена/Відкритий
Це та частина нашої особистості — наші ставлення, поведінка, мотивація, цінності, спосіб життя — яку усвідомлюємо ми і яка відома іншим. Людина почувається вільно з цими властивостями.
Фасад/прихований
У цей квадрант потрапляють прикметники, вибрані суб'єктом, але не кимось із колег по вправі. Це речі, про які колеги або не знають, або це видумка суб'єкта.
Сліпа пляма
Це властивості суб'єкта, визначені тільки колегами. Вони представляють те, що сприймають інші, але не суб'єкт.
Невідоме
Сюди входять властивості, які не обрав ніхто. Або вони ніяк не відносяться до суб'єкта, або їх наявність не визнає ніхто з присутніх.

## Властивості Джохарі
Учасник може використовувати такі властивості у вікні Джохарі.
- вагомий
- веселий
- винахідливий
- впевнений
- відважний
- гордий
- гідний
- допитливий
- дотепний
- дружній
- дурний
- екстравертний
- емпатичний
- енергійний
- зрілий
- корисний
- лагідний
- логічний
- люблячий
- мудрий
- надійний
- надійний
- напружений
- незалежний
- нервовий
- обізнаний
- організований
- поміркований
- приймаючий
- пристосовний
- релігійний
- розважливий
- розслаблений
- розумний
- самосвідомий
- самоствердний
- сентиментальний
- складний
- скромний
- соромливий
- спокійний
- спонтанний
- спостережливий
- спритний
- спроможний
- співчутливий
- теплий
- терплячий
- тихий
- турботливий
- хоробрий
- чуйний
- шукаючий
- щасливий
- щедрий
- ідеалістичний
- інтровертний

## Терапія
Однією з терапевтичних цілей може бути розширення відкритого квадрата (Арени) шляхом як квадрата Невідомого, так і квадрата Сліпої плями. Це може привести до кращого пізнання себе, тоді як добровільне розкриття приватного квадрата (Фасада) може призвести до поглиблення відносин та дружби.